# Resiliència
|  | Per a altres significats, vegeu «Resiliència (desambiguació)». |

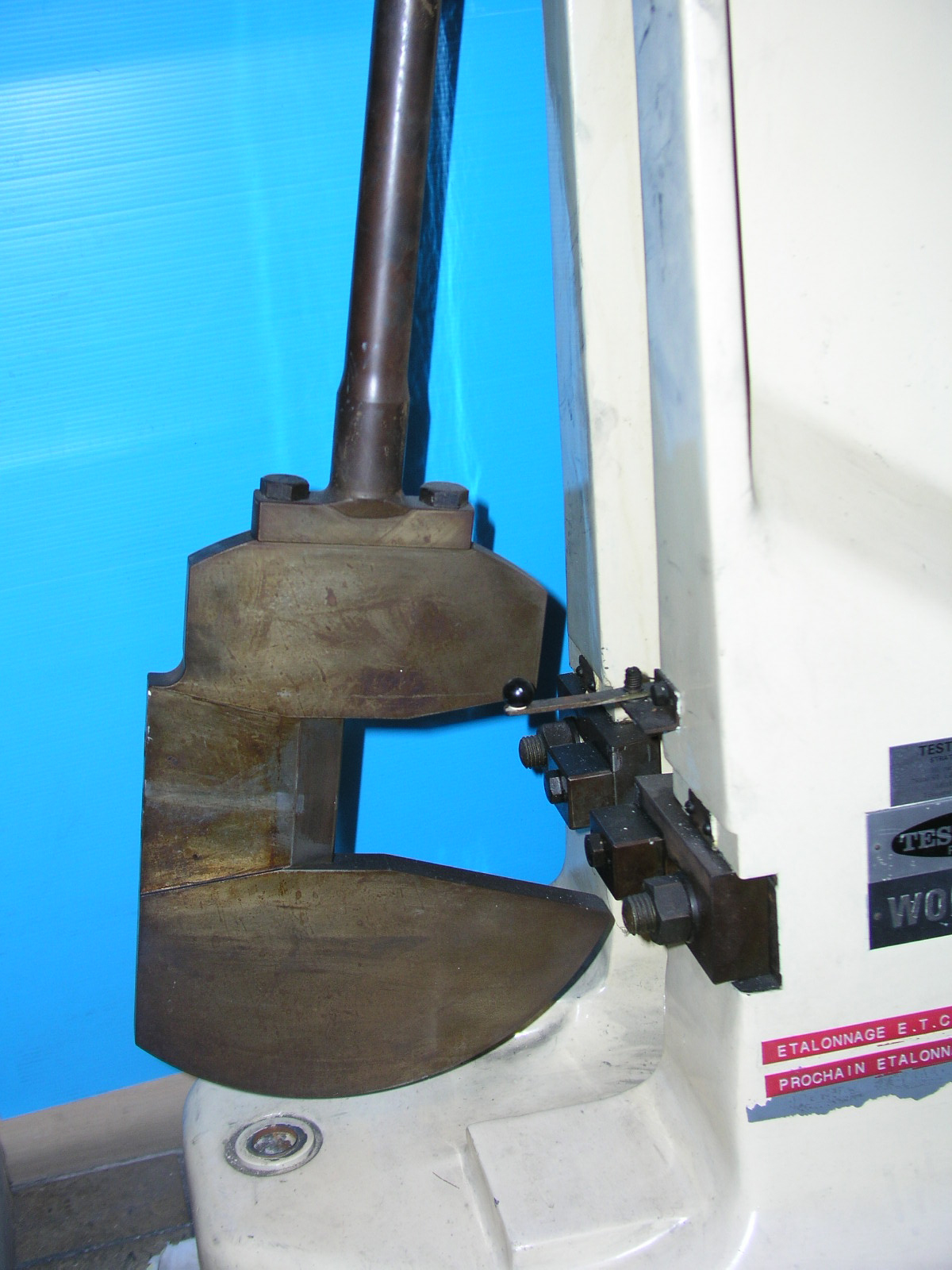
Pèndol Charpy

En ciència de materials, la resiliència és la capacitat d'un material d'absorbir energia quan es deforma de manera elàstica per l'efecte d'una força i de dissipar-la un cop la força desapareix, mesurant el seu grau de retorn a l'estat original. La resiliència patró és la màxima energia que un material pot absorbir fins al seu límit elàstic sense que es deformi permanentment. El mòdul de resiliència és la màxima energia que un material pot absorbir per unitat de volum sense que es deformi permanentment.
La resiliència és igual al treball extern exercit per deformar un material fins al seu límit elàstic:

{\displaystyle U_{r}=\int _{0}^{\varepsilon _{y}}\sigma (\varepsilon )\ d\varepsilon }

## Relació entre resiliència i tenacitat
La resiliència es diferencia de la tenacitat en el fet que aquesta última quantifica la quantitat d'energia absorbida per unitat de superfície de trencada sota l'acció d'un esforç progressiu, i no d'un impacte. La relació entre resiliència i tenacitat és generalment constant i creixent, és a dir, quan un material presenta més resiliència que un altre, generalment també presenta més tenacitat. Malgrat això, la relació no és lineal.

## Mesura de la resiliència d'un material
La quantificació de la resiliència d'un material es determina amb un assaig pel mètode Izod o el pèndol de Charpy, del que resulta un valor indicatiu de la fragilitat o la resistència als xocs del material assajat. Un elevat grau de resiliència és característic dels acers austenítics, acers amb alt contingut d'austenita. En acers al carboni, els acers suaus (amb menor contingut percentual de carboni), tenen una major resiliència que els acers durs.

## Unitats
En el Sistema Internacional d'Unitats s'expressa en joules per metre quadrat (J/m²).
Una unitat molt utilitzada en enginyeria per a la resiliència és el quilogram-força metre per centímetre quadrat (kgf·m/cm²), o quilopond metre per centímetre quadrat (kp·m/cm²).